# Esperança (telenovela)
Esperança es una telenovela brasileña producida por TV Globo del 17 de junio de 2002 al 15 de febrero de 2003, en 209 capítulos, reemplazando a O Clone y siendo reemplazada por Mulheres Apaixonadas. Fue la 62.ª "telenovela a las ocho" que emite la emisora.
Creado por Benedito Ruy Barbosa, quien escribió hasta el capítulo 147 pero tuvo que ausentarse por problemas de salud. La autoría pasó a Walcyr Carrasco, quien escribió la trama hasta el final, con la colaboración de Edmara Barbosa, Edilene Barbosa y Thelma Guedes. La dirección estuvo a cargo de Emilio Di Biasi y Marcelo Travesso, bajo la dirección general de Carlos Araújo y Luiz Fernando Carvalho, también director del núcleo.
Fue protagonizada por Priscila Fantin y Reynaldo Gianecchini junto a Ana Paula Arósio, Oscar Magrini, José Mayer, Gisele Itié, Lúcia Veríssimo, los primeros actores Paulo Goulart y Antônio Fagundes en los roles antagónicos, teve a Maria Fernanda Cândido, Nuno Lopes,  Laura Cardoso, Gabriela Duarte y los primeros actores Eva Wilma y Raul Cortez en los demás papeles.

## Producción
La telenovela esboza un cuadro social del estado de São Paulo, donde los inmigrantes jugaron un papel activo en el proceso de industrialización y en la formación del movimiento obrero. Datos del Memorial do Imigrante mostraron, en el momento de la producción de la telenovela, que cerca de 2,5 millones de inmigrantes, de aproximadamente 70 nacionalidades diferentes, entraron en São Paulo desde la segunda mitad del siglo XIX hasta 1949. Como ya hizo en otras novelas de su autoría, Benedito Ruy Barbosa vuelve a retratar en Esperança la vida de estos inmigrantes. Se pensó que la telenovela sería una continuación de Terra Nostra (1999), y se llamaría Terra Nostra 2. Sin embargo, según Benedito Ruy Barbosa, se dio cuenta de que no podría continuar con las tramas desarrolladas en la telenovela anterior y propuso una nueva historia, aunque tratando el mismo tema de la inmigración.

### elección de reparto
Rodrigo Santoro y Marcello Antony fueron invitados a interpretar a Samuel, pero se negaron y el papel quedó en manos del cantante Paulo Ricardo, que quería debutar como actor, incorporándose a la trama el 19 de noviembre de 2002. Esperança fue la última telenovela de la actriz Zilka Salaberry y el actor José Lewgoy : Zilka murió el 10 de marzo de 2005 y José el 10 de febrero de 2003.

### grabaciones
Las grabaciones de la telenovela comenzaron en abril de 2002 y se realizaron en la pequeña localidad italiana de Civita di Bagnoregio, ubicada en el 105 km de Roma, en el norte de Italia.

### cambio de autoría
Esperança sufrió retrasos en la entrega de capítulos, lo que llevó a la grabación de escenas en la víspera o incluso el día de su exhibición. Para resolver esta situación, Globo le propuso a Benedito Ruy Barbosa que compartiera los textos con otro autor. Como el autor no aceptó, Globo nominó a Walcyr Carrasco para asumir la autoría de la trama, a partir del capítulo 149, contando con la colaboración de Thelma Guedes. La historia ganó nuevos desarrollos y personajes.

### Participaciones
Gianfrancesco Guarnieri hace una breve aparición en la historia como Pellegrini, amigo del escultor Agostino (Cláudio Correia e Castro ), que acepta hacerse pasar por sacerdote para llevar a cabo el falso matrimonio de Toni y Camilli. Deseoso de ver al alumno italiano casado con la mujer judía, Agostino inventa una boda falsa en su estudio, sin el conocimiento de los amantes. La información sobre la trama, el momento histórico y la producción de la telenovela sirvieron para editar un libro, editado por la Editora Globo, con el nombre "Los años 30 a través de la telenovela Esperança".

### incidentes
Ana Paula Arósio y Reynaldo Gianecchini le dieron tanto realismo a una escena de discusión entre la pareja Camilli y Toni que ambos resultaron heridos durante la grabación. Ana Paula se torció el tobillo derecho y el actor se rompió los dientes cuando Camilli, en un ataque de furia, destruyó la estatua hecha por Toni después de escuchar a su esposo declararse en la obra, llamándola María. Gianecchini tuvo que someterse a una restauración dental y solo volvió a grabar tres días después del accidente.
El 17 de agosto, el actor y cantante Gilbert, quien interpretaba a Ezequiel, se enfermó durante las grabaciones y fue llevado al hospital. El actor sufrió una fuerte emoción durante la grabación de una escena que lo dejó impactado.
El actor Nuno Lopes también tuvo un accidente en la playa, cuando una tabla lo golpeó en la pierna. A pesar del incidente, el actor no tuvo que salir de las grabaciones.
El 27 de agosto, el actor Luís de Lima, intérprete de Antonio, padre de José Manoel (Nuno Lopes), murió durante la telenovela. El actor llevaba más de un mes hospitalizado. Para dar continuidad dramática al romance de José Manoel con Nina (Maria Fernanda Cândido), quien no fue aceptada por la familia del niño, Beatriz Segall entró en la trama. Estaba programada para interpretar a Antonia, la madre portuguesa.
El 21 de enero de 2003, Ana Paula Arósio dejó la telenovela por problemas de salud. Regresó a tiempo para concluir sus escenas.

## Trama
La historia comienza en 1930 en Civita, en la campiña italiana. Toni (Reynaldo Gianecchini) es un chico trabajador, hijo de Genaro (Raul Cortez) y Rosa (Eva Wilma), a quien el viudo Giuliano (Antonio Fagundes) le prohíbe vivir un romance con su hija, Maria (Priscila Fantin), por él ser de una familia pobre. La pareja planea ir a Brasil, aprovechando la ola de inmigración bajo la promesa de un trabajo fértil, pero Giuliano se lo impide, lo que hace que Toni se vaya solo y prometa volver pronto por ella. Sin embargo, al descubrir que está embarazada, María se ve obligada a casarse con un hombre mayor, Martino (José Mayer), para no afectar su reputación. En São Paulo, Toni consigue trabajo con los judíos Ezequiel (Gilbert Stein) y Tzipora (Eliana Guttman), quienes lo acogen en su casa y lo ayudan a establecerse, provocando que el chico acabe enredándose con su hija, la seductora Camille. (Ana Paula Arosio). Mientras tanto, Martino y María tienen que huir a Brasil después de que él se vea envuelto en conflictos políticos, que acaban culminando con su muerte nada más llegar al país, dejando a la niña viuda y libre para buscar su verdadero amor. Sin embargo, Camille es maquiavélica, haciendo todo lo posible para mantener su relación con Toni y dejar a María lo más lejos posible, cueste lo que cueste.
Al mismo tiempo, hay otras tramas, como la de Nina (Maria Fernanda Cândido), trabajadora de la fábrica de Humberto (Oscar Magrini) y víctima constante de su acoso, lo que atrae la envidia de Eulália (Gisele Itié), la amante del empresario. quien no acepta la obsesión de él por otro. Enamorada del portugués Murruga (Nuno Lopes ), se convierte en líder de la huelga de trabajadores por mejores condiciones de trabajo. Hijos de los humildes granjeros Vincenzo (Othon Bastos) y Constancia (Araci Esteves ), los hermanos Caterina (Simone Spoladore) y Marcello (Emílio Orciollo Netto) siguen la rivalidad de sus padres con la poderosa granjera Francisca (Lúcia Veríssimo ), una amargada viuda que quiere comprar su terreno para expandir su negocio. Los dos terminan enamorándose de los hijos de Francisca, Mauricio (Ranieri González) y Beatriz (Miriam Freeland), respectivamente, quienes buscaban alfabetizar a los pobladores de la región, provocando un malestar en las familias. Las cosas se complican aún más cuando el granjero se casa con Farina (Paulo Goulart), un mal personaje que tiene el ojo puesto en su fortuna. También está la proxeneta Justine (Gabriela Duarte), que niega su pasión por el estudiante de derecho Marcos (Chico Carvalho) por miedo a estropear su reputación.

## Exhibición
Esperança no alcanzó los índices de audiencia deseados por la emisora, pero tuvo éxito en el extranjero, siendo emitida en países como Uzbekistán y Rusia, entre otros. La telenovela pasó a llamarse Terra Speranza en un intento de impulsar las ventas a las emisoras hispanas. El nombre es una alusión a Terra Nostra, de Benedito Ruy Barbosa, uno de los mayores éxitos de TV Globo en el mercado internacional. Rebautizado como "Terra Nostra 2 - La Speranza", Esperança se mostró en Italia en el canal Rete 4. A novela fez sucesso em Israel, no horário nobre, indo ao ar no canal HOT 3 da TV a cabo, com o título de Terra esperança traduzido para o hebraico – a exibição do casamento judaico de Camille e Toni fez uma das maiores audiências já registradas en el país.

## Elenco
| Intérprete             | Personaje                     |
| ---------------------- | ----------------------------- |
| Priscila Fantin        | María Frateschi D'Angelo      |
| Reynaldo Gianecchini   | Antonio Bellini (Toni)        |
| Ana Paula Arósio       | Camille Schneider             |
| Maria Fernanda Cândido | Nina Salvattore Bellini       |
| Nuño Lopes             | José Manoel Antunes (Murruga) |
| Óscar Magrini          | Humberto Martín               |
| Gabriela Duarte        | Justine                       |
| Chico Carvalho         | Marcos                        |
| Raúl Cortés            | Genaro Bellini                |
| Laura Cardoso          | Magdalena Salvatore           |
| Marcos Palmeira        | José Carlos Merilo (Zequinha) |
| Simone Spoladore       | Caterina Tranquili            |
| Ranieri González       | Mauricio Moreira Alves        |
| Emilio Orciollo Netto  | Marcello Tranquilo            |
| Miriam Freeland        | Beatriz Moreira Alves         |
| Lucía Verísimo         | Francisca Moreira Alves       |
| Paulo Goulart          | Farina                        |
| Giselle Itié           | Eulalia Ramirez               |
| gilberto stein         | Ezequiel Schneider            |
| Eliana Guttman         | Tzipora Schneider             |
| Othón Bastos           | Vincenzo Tranquili            |
| Sraci Esteves          | Constanza Tranquili           |
| Denise Del Vecchio     | Soledad Ramirez               |
| Otávio Augusto         | Manolo Ramirez                |
| Ligia Cortez           | Silvia Martín                 |
| Jackson Antunes        | Zangão                        |
| Regina Dourado         | Mariusa Tomazini              |
| Antonio Petrín         | Adolfo Matías                 |
| José Víctor Castiel    | Gaetano Mattias               |
| Juan Herbert           | Jonathan Stein                |
| Luciana Braga          | Adelaida                      |
| Gracindo Júnior        | Miguel                        |
| Tadeo de Pietro        | Homero Delegado               |
| Chica Xavier           | Rita                          |
| Cosme dos Santos       | Chiquinho Forró               |
| Sheron Menezes         | Julia da Silva                |
| Mareliz Rodriguez      | Isabela Tomazini              |
| Claudio Galván         | Bruno                         |
| Daniel Lobo            | Felipe                        |
| mariz                  | Rafael                        |
| Álamo Facó             | Jorge                         |
| Claudio mendes         | Mário                         |
| Tatiana Monteiro       | Pelirrojo                     |
| Renata Soffredini      | Julieta                       |

### Participaciones especiales
| Intérprete               | Personaje                  |
| ------------------------ | -------------------------- |
| Fernanda Montenegro      | Luisa Frateschi            |
| Antônio Fagundes         | Giuliano d'Ângelo          |
| José Mayer               | Martino Rizzo              |
| Eva Wilma                | Rosa Bellini               |
| Walmor Chagas            | Giuseppe Bellini           |
| Paulo Ricardo            | Samuel Stein (Samuelzinho) |
| Beatriz Segall           | Antônia Antunes            |
| Luis de Lima             | Antônio Antunes            |
| Gianfrancesco Guarnieri  | Pelegrini                  |
| Jose Augusto Branco      | Marcilio Moreira Alves     |
| Jussara Freire           | Amália                     |
| Milton Gonçalves         | Matías dos Santos          |
| Costa de Kenia           | Noemia dos Santos          |
| Claudio Correia y Castro | Agustín                    |
| Dan Stulbach             | André                      |
| Elias Gleizer            | João Sastre                |
| Massimo Ciavarro         | Luigi                      |
| Zilka Salaberry          | vecino italiano            |
| José Lewgoy              | Padre Romão                |

## Mostrador
La trama fue parodiada por Casseta & Planeta, Urgente! como ocurre con todas las telenovelas del horario estelar de la cadena, como Semelhança. El título sería Terra Nostra 2, pero a pedido del autor Benedito Ruy Barbosa, el título terminó por no ser emitido. La sátira Similitud tampoco agradó al autor.
La trama fue la primera en su momento en ser amenazada con ser clasificada durante 16 años, pues hubo, en el primer capítulo, una escena en la que Priscila Fantin se dejaba los senos al aire. El Ministerio de Justicia recibió varias quejas de los espectadores.

### Audiencia judicial
El primer capítulo tuvo un promedio de 47 puntos, el mismo índice que su predecesor O Clon.
El último capítulo obtuvo 50 puntos, inferior a su antecesor, O Clon, que obtuvo 62 puntos. Durante mucho tiempo, la trama tuvo la audiencia más baja de un último capítulo de la franja horaria, hasta que fue superada por la telenovela Duas Caras, que obtuvo 47 puntos en el capítulo final. Su promedio general fue de 38 puntos. Segunda audiencia más baja de la década de 2000, solo superada por Viver a Vida, que alcanzó los 36 de media general.

## Premios y nominaciones
| Ano  | Prêmio                             | Categoría                             | Indicado                               | Resultado | Ref.   |
| ---- | ---------------------------------- | ------------------------------------- | -------------------------------------- | --------- | ------ |
| 2002 | Prêmio Arte Qualidade Brasil - RJ  | Melhor Ator Revelação de Telenovela   | Ranieri Gonzalez                       | Venezuela | [ 24 ] |
| 2002 | Prêmio Arte Qualidade Brasil - RJ  | Melhor Diretor de Telenovela          | Luiz Fernando Carvalho                 | Venezuela | [ 24 ] |
| 2002 | Prêmio Arte Qualidade Brasil - SP  | Melhor Telenovela                     | Melhor Telenovela                      | Venezuela | [ 24 ] |
| 2002 | Prêmio Arte Qualidade Brasil - SP  | Melhor Autor                          | Benedito Ruy Barbosa                   | Venezuela | [ 24 ] |
| 2002 | Prêmio Arte Qualidade Brasil - SP  | Melhor Ator em Telenovela             | Raul Cortez                            | Venezuela | [ 24 ] |
| 2002 | Prêmio Arte Qualidade Brasil - SP  | Melhor Atriz em Telenovela            | Priscila Fantin                        | Venezuela | [ 24 ] |
| 2002 | Prêmio Arte Qualidade Brasil - SP  | Melhor Ator Coadjuvante em Telenovela | Othon Bastos                           | Venezuela | [ 24 ] |
| 2002 | Prêmio Arte Qualidade Brasil - SP  | Melhor Ator Revelação                 | Ranieri Gonzalez                       | Venezuela | [ 24 ] |
| 2002 | Prêmio Arte Qualidade Brasil - SP  | Melhor Atriz Revelação                | Gisele Itié                            | Venezuela | [ 24 ] |
| 2002 | Prêmio Arte Qualidade Brasil - SP  | Melhor Direção em Telenovela          | Luiz Fernando Carvalho                 | Venezuela | [ 24 ] |
| 2002 | Prêmio Extra de Televisão          | Melhor Ator Revelação                 | Nuno Lopes                             | Venezuela |        |
| 2003 | Prêmio Austregésilo de Athayde     | Melhor Atriz                          | Maria Fernanda Cândido                 | Venezuela | [ 25 ] |
| 2003 | Prêmio Austregésilo de Athayde     | Melhor Ator Revelação                 | Emílio Orciollo Netto                  | Venezuela | [ 25 ] |
| 2003 | Troféu Imprensa                    | Melhor Telenovela                     | Melhor Telenovela                      |           | [ 26 ] |
| 2003 | Troféu Imprensa                    | Melhor Atriz                          | Ana Paula Arósio                       | Venezuela | [ 26 ] |
| 2003 | Troféu Imprensa                    | Melhor Atriz                          | Priscila Fantin                        |           | [ 26 ] |
| 2003 | Troféu Imprensa                    | Melhor Ator                           | Raul Cortez                            |           | [ 26 ] |
| 2003 | Troféu Imprensa                    | Melhor Ator                           | Reynaldo Gianecchini                   |           | [ 26 ] |
| 2003 | Troféu Internet                    | Melhor Ator                           | Raul Cortez                            | Venezuela | [ 27 ] |
| 2003 | Prêmio Master do Jornal dos Clubes | Melhor Ator                           | Reynaldo Gianecchini                   | Venezuela | [ 28 ] |
| 2003 | Prêmio Master do Jornal dos Clubes | Melhor Atriz                          | Simone Spoladore                       | Venezuela | [ 28 ] |
| 2003 | Prêmio Master do Jornal dos Clubes | Destaques do Ano                      | Priscila Fantin                        | Venezuela | [ 28 ] |
| 2003 | Prêmio Master do Jornal dos Clubes | Destaques do Ano                      | Emílio Orciollo Netto                  | Venezuela | [ 28 ] |
| 2003 | Prêmio Master do Jornal dos Clubes | Melhor Atriz Revelação                | Sheron Menezes                         | Venezuela | [ 28 ] |
| 2003 | Prêmio Master do Jornal dos Clubes | Melhor Atriz Revelação                | Araci Esteves                          | Venezuela | [ 28 ] |
| 2003 | Prêmio Master do Jornal dos Clubes | Melhor Ator Revelação                 | Ranieri Gonzalez                       | Venezuela | [ 28 ] |
| 2003 | Prêmio Master do Jornal dos Clubes | Melhor Ator Revelação                 | Nuno Lopes                             | Venezuela | [ 28 ] |
| 2003 | Prêmio Contigo! de TV              | Melhor Telenovela                     | Melhor Telenovela                      | Venezuela | [ 29 ] |
| 2003 | Prêmio Contigo! de TV              | Melhor Autor                          | Benedito Ruy Barbosa                   | Venezuela | [ 29 ] |
| 2003 | Prêmio Contigo! de TV              | Melhor Ator                           | Raul Cortez                            | Venezuela | [ 29 ] |
| 2003 | Prêmio Contigo! de TV              | Melhor Ator                           | Reynaldo Gianecchini                   |           | [ 29 ] |
| 2003 | Prêmio Contigo! de TV              | Melhor Atriz                          | Ana Paula Arósio                       |           | [ 29 ] |
| 2003 | Prêmio Contigo! de TV              | Melhor Atriz                          | Priscila Fantin                        | Venezuela | [ 29 ] |
| 2003 | Prêmio Contigo! de TV              | Melhor Atriz Coadjuvante              | Maria Fernanda Cândido                 | Venezuela | [ 29 ] |
| 2003 | Prêmio Contigo! de TV              | Melhor Ator Coadjuvante               | Emílio Orciollo Neto                   |           | [ 29 ] |
| 2003 | Prêmio Contigo! de TV              | Melhor Ator Coadjuvante               | Nuno Lopes                             |           | [ 29 ] |
| 2003 | Prêmio Contigo! de TV              | Melhor Vilão                          | Paulo Goulart                          | Venezuela | [ 29 ] |
| 2003 | Prêmio Contigo! de TV              | Melhor Vilã                           | Ana Paula Arósio                       |           | [ 29 ] |
| 2003 | Prêmio Contigo! de TV              | Melhor Vilã                           | Lúcia Verissimo                        |           | [ 29 ] |
| 2003 | Prêmio Contigo! de TV              | Melhor Ator Cômico                    | Marcos Palmeira                        |           | [ 29 ] |
| 2003 | Prêmio Contigo! de TV              | Melhor Atriz Cômica                   | Mareliz Rodrigues                      |           | [ 29 ] |
| 2003 | Prêmio Contigo! de TV              | Melhor Atriz Revelação                | Gisele Itié                            | Venezuela | [ 29 ] |
| 2003 | Prêmio Contigo! de TV              | Melhor Ator Revelação                 | Ranieri Gonzalez                       |           | [ 29 ] |
| 2003 | Prêmio Contigo! de TV              | Melhor Par Romântico                  | Priscila Fantin e Reynaldo Gianecchini | Venezuela | [ 29 ] |
| 2003 | Prêmio Contigo! de TV              | Melhor Direção em Telenovela          | Luiz Fernando Carvalho                 |           | [ 29 ] |
| 2003 | Prêmio Contigo! de TV              | Melhor Música de Abertura             | Laura Pausini                          | Venezuela | [ 29 ] |
| 2003 | Prêmio Contigo! de TV              | Melhor Figurino                       | Beth Filipecki                         | Venezuela | [ 29 ] |
| 2003 | Prêmio Contigo! de TV              | Melhor Maquiagem                      | Marlene Moura                          |           | [ 29 ] |
| 2003 | Prêmio Contigo! de TV              | Melhor Cenário de Novela              |                                        | Venezuela | [ 29 ] |

## Canciones

### Nacional
Portada : Priscila Fantin
1. "Esperanza" - Gilbert, Laura Pausini, Alejandro Sanz y Fama Coral (tema de apertura)
2. "Eu e o Sabiá" – Chitãozinho y Xororó (tema de Beatriz y Marcello)
3. "Come Dream (Parlami D'Amore, Mariù)" - Leonardo (tema de Maria y Toni)
4. "¿Dónde está mi amor?" – RPM (tema de Nina y João Manuel)
5. "Milagreiro" – Djavan (part. esp.: Cássia Eller) (tema de Toni)
6. "Much Love" - Fagner (tema de Justine y Marcos)
7. "Viola rota" - Pena Branca y Xavantinho (tema general)
8. "Otra vez" - Clara Becker (tema general)
9. "Noticias" – Marina Lima (tema de Francisca y Farina)
10. "Templo" - Chico César (tema de Júlia)
11. "Onde Ir" - Vanessa da Mata (tema de Caterina)
12. "O Cio da Terra" – Chico Buarque y Milton Nascimento (tema general)
13. "Bicho do Mato" - Arleno Farias (tema general)
14. "Lo que se hizo debería" - Elis Regina (tema de Nina)
15. "Hope" - Fame Choir (tema de apertura)
16. "Cuitelinho" – Nara Leão (tema de Caterina)

Observación: El tema "Cuitelinho - Nara Leão" fue incluido en el cd de la segunda tirada. La grabación de la pista 15 "Esperança" - Fama Coral" también fue modificada: en la primera edición la canción fue interpretada al unísono por el coro y en la nueva grabación algunas partes de las estrofas fueron solistas por diferentes cantantes del coro. El álbum también contó con una "Pista Interactiva" accesible solo en computadoras que contenía Sinopsis, Fotos, Protector de Pantalla, un video-tráiler de la telenovela con la pista "Esperança" - Gilbert, Laura Pausini, Alejandro Sanz y Fama Coral". Todavía tenía como música de fondo el tema "Le stagioni dell' amore - John Neschlling & Ilan Rechtman"

### Internacional
Portada : Nuño Lopes
1. "J'Attendais" - Celine Dion (Tema de Justine)
2. "Ti Amo" - Sergio Endrigo (tema de Toni)
3. "Tú" - Sarah Brightman (tema de María)
4. "Yolanda" – Chico Buarque y Pablo Milanés (Tema de Francisca y Martino)
5. "Cuando Nadie Me Ve" – Alejandro Sanz (Tema de Justine y Marcos)
6. "L'Abitudine" - Andrea Bocelli y Helena (tema de Silvia)
7. “Adeus… Y ni volví” – Madredeus (tema de José Manuel)
8. "Core 'Ngratto" - Roberto Murolo (tema de Genaro)
9. "Seamisai" – Laura Pausini (tema de Isabela)
10. "Parlame D'Amore Mariù" – Leonardo (tema de Maria y Toni)
11. "La Música È Finita" - Ornella Vanoni (tema de ubicación en São Paulo)
12. "Amore Perduto" – José Carreras (Tema de Maurício)
13. "Il Mondo" - Jimmy Fontana (tema de Toni)
14. "Passa e Va" - Mafalda Minnozzi (tema de Beatriz y Marcello)
15. "Marechiare" - Familia Lima (tema de ubicación en São Paulo)
16. "Quimera" – Gianni Morandi (tema de la pensión de Doña Mariusa)
17. "Yerushalaim Shel Zahav" - Gilbert (tema de Camilli)
18. "Speranza" - Laura Pausini (tema de apertura)

### Instrumental
Portada: Logotipo de la novela
1. "Caterina (Le Stagione Dell'Amore)"
2. "Melodía Española"
3. "Genaro"
4. "Kleizmer"
5. "Fantasía judío-gitana"
6. "María Rosa)"
7. "Genaro 2"
8. "Italianos (Francisca)"
9. "Bicicleta"
10. "Luisa"
11. "toni"
12. "Luisa 2"
13. "Eulalia"
14. "Eulalia 2 (Guitarra Blanda Española)"
15. "Mauricio"
16. "Camille 1 (Ahava-Amada)"
17. "Beatriz"
18. "Genaro y Rosa (Romántico)"
19. "Romántico (Dolce Amaro)"
20. "Ahava (Camille 1)"
21. "Suspenso"
22. "Camille 2"
23. "Oriental"
24. "Giuseppe"
25. "Nina"
26. "Cortiço (Música del Barrio Italiano)"
27. "Muerte y agonía"
28. "Guitarras (guitarras dramáticas)"
29. "Tarantela"
30. "Fantasía dorada de Jerusalén"

### Todavía
- "Hope" - Daniel (tema de apertura alternativo, en portugués)
- "Tikvah" - Gilbert (tema de apertura alternativo, en hebreo)